# Igoroin
Igoroin es un despoblado que actualmente forma parte de la localidad de Musitu, del concejo de Real Valle de Laminoria, que está situado en el municipio de Arraya-Maestu, en la provincia de Álava, País Vasco (España).

## Toponimia
A lo largo de los siglos ha sido conocido también con el nombre de Ygoroin.

## Geografía física
Lugar del municipio de Arraya-Maestu, partido judicial de Vitoria, Álava-Araba. Se encuentra emplazado a los 1°17′15″ y 42°46′55″ al norte del término y de su capital, en el Valle de Laminoria, a orillas del río de su nombre, afluente del Ega, y al pie de la Sierra de Enzia. Limita al N. con Onraita, al S. con Abando, al E. con Roitegui y al O. con Musitu.

## Historia
Documentado desde 1556, se desconoce cuándo se despobló.
En 1556 el licenciado Marín Gil realizó una visita y documentó que tenía cinco habitantes. Había en el pueblo la iglesia de San Martín y un molino de harina. En un documento de 1561 se menciona la Rueda nueba de Ygoroin ("El nuevo molino de Igoroin"). Parece que el molino fue la causa principal de la formación de la aldea.
La última boda del pueblo fue el 14 de marzo de 1735 y ya en 1784 la iglesia dejó de dar el sacramento. La fachada de la iglesia se derrumbó hacia 1880. Del análisis de este frente se podría pensar que dataría del siglo XIII, por lo que la posible creación de la localidad podría situarse en torno al año 1125. A principios del siglo XIX eran dos vecinos y el único que paraba a mediados del siglo, Ángel Galdeano, se marchó. Tenía 12 años. En 1962 la única casa que permanecía en pie fue incendiada.
Los cimientos de la iglesia se pierden entre los árboles y quedan restos de un molino.